# Selenops ansieae
Selenops ansieae là một loài nhện trong họ Selenopidae.
Loài này thuộc chi Selenops. Selenops ansieae được J. A. Corronca miêu tả năm 2002.